# Carel Hugo van Bourbon-Parma

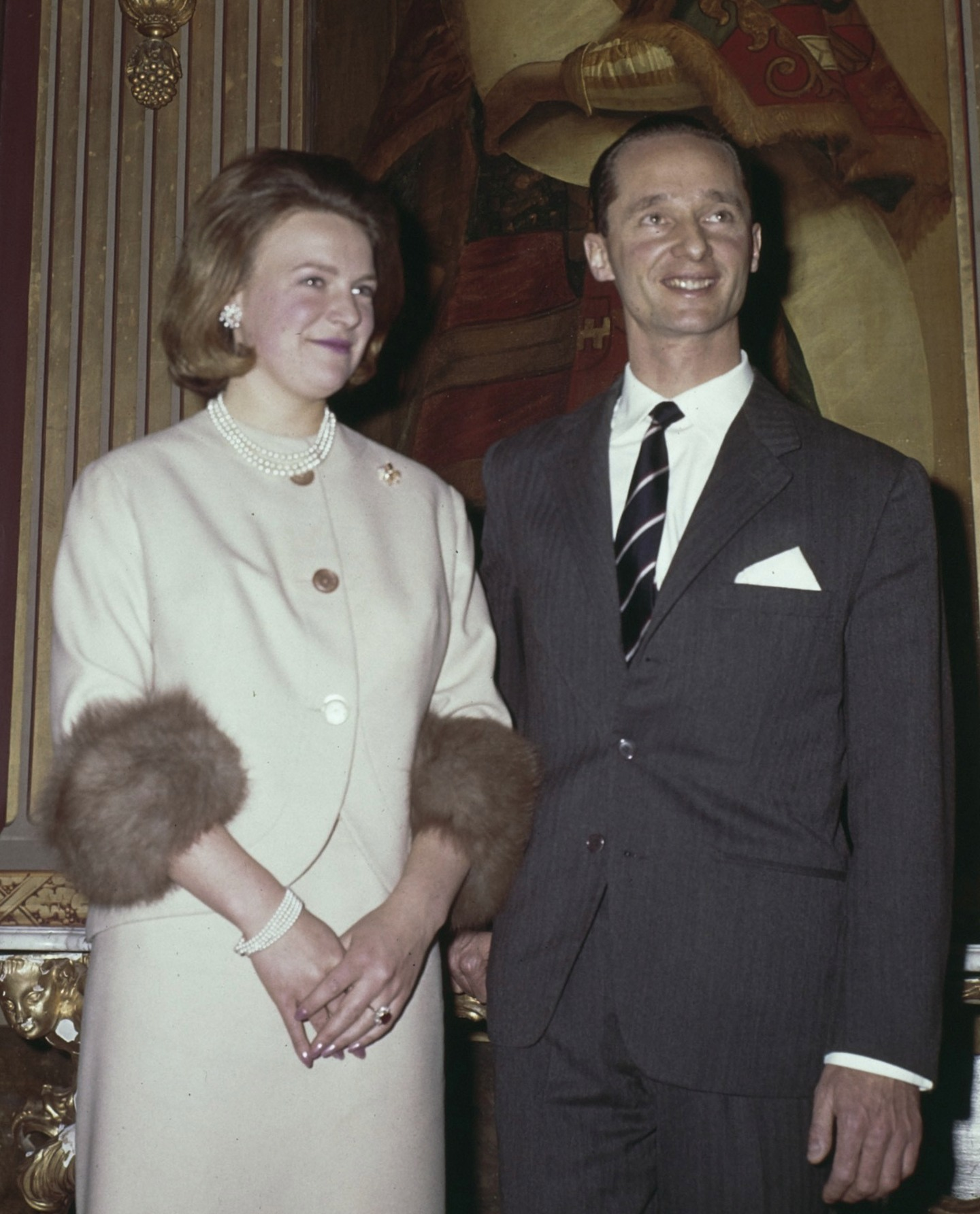
Carel Hugo van Bourbon Parma met prinses Irene in 1964.

Carel Hugo van Bourbon-Parma (Spaans: Carlos Hugo; Frans: Charles Hugues) (Parijs, 8 april 1930 – Barcelona, 18 augustus 2010) noemde zich als hoofd van het huis Bourbon-Parma: hertog van Parma en Piacenza en als hoofd en voormalig carlistisch pretendent van de Spaanse troon: hertog van Madrid. Sinds 2003 droeg hij de door hemzelf gegeven Spaanse carlistische titel graaf van Montemolín, een verwijzing naar de eerste carlistische Spaanse troonpretendent don Carlos (1818-1861), die dezelfde titel voerde.

## Familie en troonpretendent
Carel Hugo was de oudste zoon van Xavier van Bourbon-Parma en Marie Madeleine Yvonne de Bourbon-Busset en werd gedoopt als Hugues Marie Sixte Robert Louis Jean Georges Benoît Michel. Zijn naam is in 1963 gewijzigd in Charles Hugues, waarvan Carlos Hugo de Spaanse en Carel Hugo de Nederlandse, door de Nederlandse overheid vastgestelde vertaling is.
Van zijn voorouders erfde Carel Hugo aanspraken op meerdere Europese kronen, ook al waren de landen opgegaan in grotere naties, was de troon door een andere tak van de familie bezet of het land een republiek geworden. Volgens de opvattingen van strikt katholieke legitimisten was Carel Hugo de legitieme koning van Frankrijk en van Spanje, hertog van Parma en Piacenza. In sommige publicaties komt ook een aanspraak op de troon van het kortstondige koninkrijk Etrurië voor.
De andere takken van het huis Bourbon zouden hun aanspraken op de Franse en Spaanse tronen hebben verspeeld en de carlisten erkennen de legitimiteit van de regerende Spaanse koning niet. Zij beschouwen Carlos María Isidro de Borbón oftewel Karel V van Spanje als de wettige opvolger van Karel IV van Spanje. Carel Hugo stamt af van deze pretendent. Grondwetswijzigingen en wetten worden door de legitimisten buiten beschouwing gelaten omdat voor hen alleen het "goddelijke recht" op opvolging in de mannelijke lijn telt. Carel Hugo had zelf verklaard af te zien van zijn aanspraken op de troon van Spanje.

## Maatschappelijke loopbaan
Carel Hugo behaalde zijn baccalaureaat in Montreal. Hij studeerde in Parijs en Oxford economie en rechten.
Carel Hugo, een Frans staatsburger, werd wegens politieke inmenging in 1968 uit Spanje uitgewezen. Daarna nam hij openlijk afstand van het regime van generalissimo Franco en nam een meer progressief profiel aan. Hij werd daarbij gesteund door zijn zusters, terwijl zijn broer Sixtus de conservatief-katholieke lijn voortzette. In 1975 volgde hij zijn vader op als carlistische troonpretendent, maar in 1979 gaf hij zijn aanspraken op de Spaanse troon op, waarna prins Sixtus Hendrik van Bourbon-Parma hem opvolgde als troonpretendent. Op 8 januari 1979 werd hij tot Spanjaard genaturaliseerd. Vergeefs deed hij dat jaar mee aan de Spaanse parlementsverkiezingen. Zijn Carlistenpartij behaalde geen enkele zetel. Een jaar later verliet hij de politieke arena. In 2003 echter gaf hij zichzelf de Spaanse carlistische titel graaf van Montemolin. Zijn kinderen Carlos, Margarita, Jaime en Carolina kregen van hem respectievelijk de titels van hertog van Madrid; gravin van Colorno; hertog van San Jaime, graaf van Bardi en hertogin van Guernica, markiezin van Sala. Geen daarvan werd in Spanje erkend. De hertog was na zijn pensionering nog voorzitter van de European Association for International Education.

## Huwelijk
Op 29 april 1964 trouwde hij in Rome met prinses Irene der Nederlanden. Dit huwelijk werd als politiek zeer controversieel beschouwd, zowel vanwege de rooms-katholieke godsdienst van Carel Hugo als vanwege de carlistische aanspraak op de Spaanse troon. Bovendien was de samenwerking van de aanhangers van troonpretendent Carel Hugo en zijn vader Xavier I met generaal Franco tijdens en na de Spaanse Burgeroorlog reden tot hevige parlementaire en publicitaire discussies. Het echtpaar scheidde in 1981 burgerlijk. Toch was Carel Hugo nog steeds regelmatig aanwezig bij bijzondere gebeurtenissen in de Nederlandse koninklijke familie.

## Kinderen
Carel Hugo en Irene kregen vier kinderen:
- Carlos Xavier Bernardo Sixto Marie (Carlos) (27 januari 1970)
- Margarita Maria Beatriz (Margarita) (13 oktober 1972)
- Jaime Bernardo (Jaime) (13 oktober 1972)
- Maria Carolina Christina (Carolina) (23 juni 1974).

De kinderen werden in 1996 met het predicaat "Koninklijke Hoogheid" als prins(es) de Bourbon de Parma ingelijfd in de Nederlandse adel.
In 2003 onthulde zijn dochter Margarita in een interview met HP/De Tijd dat Carel Hugo omstreeks 1983 een zoon, Javier, heeft verwekt bij een Dominicaans kindermeisje dat in Parijs voor de familie werkte.

## Grootmeester, onderscheidingen en ridderlijke orden
Carel Hugo was grootmeester van de Parmezaanse tak van de Heilige Militaire Constantinische Orde van Sint-Joris. Hij was ook grootmeester van drie dynastieke orden; de Orde van Sint-George voor Militaire Verdienste, de Orde van de Legitieme Verbanning en de Orde van de Heilige Lodewijk voor Civiele Verdienste. Op zijn baar lag de keten van de Orde van het Gulden Vlies; de prins had tijdens zijn huwelijk de versierselen van deze orde aan een rood lint om de hals gedragen. Omdat Carel Hugo in de Oostenrijkse, noch in de Spaanse tak van deze orde is opgenomen, wordt de aanwezigheid van de keten gezien als een bevestiging van de aanspraken op het grootmeesterschap van deze orde. Als schoonzoon van koningin Juliana der Nederlanden werd Carel Hugo bij zijn huwelijk opgenomen in de Huisorde van Oranje. Hij was Grootkruis van Eer en Devotie in de Souvereine Militaire Hospitaal Orde van Sint Jan van Jeruzalem, van Rhodos en van Malta.

## Overlijden
In 2008 werd publiek dat Carel Hugo aan prostaatkanker leed. Op 2 augustus 2010 publiceerde hij een bericht op de website van de familie "dat zijn leven nu in Gods handen ligt". Op zijn sterfbed verleende hij zijn schoondochter Annemarie de titel gravin van Molina. Op 18 augustus 2010 overleed hij in Barcelona. Zijn lichaam werd overgebracht naar de Koepel van Fagel op het terrein van Paleis Noordeinde in Den Haag, zodat bijna de gehele Nederlandse koninklijke familie afscheid van hem kon nemen, waar hij tot zijn dood warme banden mee bleef houden. Hij werd op 28 augustus 2010 bijgezet in de crypte van de hertogen van Parma in de Santa Maria della Steccata in de stad Parma. Veel leden van de koninklijke familie waren hierbij aanwezig, onder wie prinses Irene. Groothertog Henri van Luxemburg en andere leden van de Europese adel woonden eveneens de uitvaartmis bij.

## Kwartierstaat
| Karel III van Bourbon-Parma (1823-1854) | Karel III van Bourbon-Parma (1823-1854) | Karel III van Bourbon-Parma (1823-1854) | Karel III van Bourbon-Parma (1823-1854) | Karel III van Bourbon-Parma (1823-1854)  | Karel III van Bourbon-Parma (1823-1854)  | Louise Maria van Frankrijk (1819-1864)   | Louise Maria van Frankrijk (1819-1864)   | Louise Maria van Frankrijk (1819-1864)   | Louise Maria van Frankrijk (1819-1864)   | Louise Maria van Frankrijk (1819-1864) | Louise Maria van Frankrijk (1819-1864) |                                          |                                          | Michaël I van Portugal (1802-1866)       | Michaël I van Portugal (1802-1866)       | Michaël I van Portugal (1802-1866)       | Michaël I van Portugal (1802-1866)       | Michaël I van Portugal (1802-1866)     | Michaël I van Portugal (1802-1866)     | Adelheid van Löwenstein-Wertheim-Rosenberg (1831-1909) | Adelheid van Löwenstein-Wertheim-Rosenberg (1831-1909) | Adelheid van Löwenstein-Wertheim-Rosenberg (1831-1909) | Adelheid van Löwenstein-Wertheim-Rosenberg (1831-1909) | Adelheid van Löwenstein-Wertheim-Rosenberg (1831-1909) | Adelheid van Löwenstein-Wertheim-Rosenberg (1831-1909) |  |  | Marie Louis Henri de Bourbon-Busset, graaf van Lignières (1826-1902) | Marie Louis Henri de Bourbon-Busset, graaf van Lignières (1826-1902) | Marie Louis Henri de Bourbon-Busset, graaf van Lignières (1826-1902) | Marie Louis Henri de Bourbon-Busset, graaf van Lignières (1826-1902) | Marie Louis Henri de Bourbon-Busset, graaf van Lignières (1826-1902)           | Marie Louis Henri de Bourbon-Busset, graaf van Lignières (1826-1902)           | Adrienne de Mailly-Nesle (1829-1901)                                           | Adrienne de Mailly-Nesle (1829-1901)                                           | Adrienne de Mailly-Nesle (1829-1901)                                           | Adrienne de Mailly-Nesle (1829-1901)                                           | Adrienne de Mailly-Nesle (1829-1901)                 | Adrienne de Mailly-Nesle (1829-1901)                 |                                                      |                                                      | René de Kerret de Quillien (1833-1898)               | René de Kerret de Quillien (1833-1898)               | René de Kerret de Quillien (1833-1898)         | René de Kerret de Quillien (1833-1898)         | René de Kerret de Quillien (1833-1898)         | René de Kerret de Quillien (1833-1898)         | Marie-Léonie Gautier (1843-1878)               | Marie-Léonie Gautier (1843-1878)               | Marie-Léonie Gautier (1843-1878) | Marie-Léonie Gautier (1843-1878) | Marie-Léonie Gautier (1843-1878) | Marie-Léonie Gautier (1843-1878) |  |  |  |  |  |  |  |  |  |  |  |  |  |  |  |  |  |  |  |  |  |  |  |  |  |  |  |  |  |  |  |  |  |  |  |  |  |  |  |  |  |  |  |  |  |  |  |  |
| Karel III van Bourbon-Parma (1823-1854) | Karel III van Bourbon-Parma (1823-1854) | Karel III van Bourbon-Parma (1823-1854) | Karel III van Bourbon-Parma (1823-1854) | Karel III van Bourbon-Parma (1823-1854)  | Karel III van Bourbon-Parma (1823-1854)  | Louise Maria van Frankrijk (1819-1864)   | Louise Maria van Frankrijk (1819-1864)   | Louise Maria van Frankrijk (1819-1864)   | Louise Maria van Frankrijk (1819-1864)   | Louise Maria van Frankrijk (1819-1864) | Louise Maria van Frankrijk (1819-1864) |                                          |                                          | Michaël I van Portugal (1802-1866)       | Michaël I van Portugal (1802-1866)       | Michaël I van Portugal (1802-1866)       | Michaël I van Portugal (1802-1866)       | Michaël I van Portugal (1802-1866)     | Michaël I van Portugal (1802-1866)     | Adelheid van Löwenstein-Wertheim-Rosenberg (1831-1909) | Adelheid van Löwenstein-Wertheim-Rosenberg (1831-1909) | Adelheid van Löwenstein-Wertheim-Rosenberg (1831-1909) | Adelheid van Löwenstein-Wertheim-Rosenberg (1831-1909) | Adelheid van Löwenstein-Wertheim-Rosenberg (1831-1909) | Adelheid van Löwenstein-Wertheim-Rosenberg (1831-1909) |  |  | Marie Louis Henri de Bourbon-Busset, graaf van Lignières (1826-1902) | Marie Louis Henri de Bourbon-Busset, graaf van Lignières (1826-1902) | Marie Louis Henri de Bourbon-Busset, graaf van Lignières (1826-1902) | Marie Louis Henri de Bourbon-Busset, graaf van Lignières (1826-1902) | Marie Louis Henri de Bourbon-Busset, graaf van Lignières (1826-1902)           | Marie Louis Henri de Bourbon-Busset, graaf van Lignières (1826-1902)           | Adrienne de Mailly-Nesle (1829-1901)                                           | Adrienne de Mailly-Nesle (1829-1901)                                           | Adrienne de Mailly-Nesle (1829-1901)                                           | Adrienne de Mailly-Nesle (1829-1901)                                           | Adrienne de Mailly-Nesle (1829-1901)                 | Adrienne de Mailly-Nesle (1829-1901)                 |                                                      |                                                      | René de Kerret de Quillien (1833-1898)               | René de Kerret de Quillien (1833-1898)               | René de Kerret de Quillien (1833-1898)         | René de Kerret de Quillien (1833-1898)         | René de Kerret de Quillien (1833-1898)         | René de Kerret de Quillien (1833-1898)         | Marie-Léonie Gautier (1843-1878)               | Marie-Léonie Gautier (1843-1878)               | Marie-Léonie Gautier (1843-1878) | Marie-Léonie Gautier (1843-1878) | Marie-Léonie Gautier (1843-1878) | Marie-Léonie Gautier (1843-1878) |  |  |  |  |  |  |  |  |  |  |  |  |  |  |  |  |  |  |  |  |  |  |  |  |  |  |  |  |  |  |  |  |  |  |  |  |  |  |  |  |  |  |  |  |  |  |  |  |
|                                         |                                         |                                         |                                         |                                          |                                          |                                          |                                          |                                          |                                          |                                        |                                        |                                          |                                          |                                          |                                          |                                          |                                          |                                        |                                        |                                                        |                                                        |                                                        |                                                        |                                                        |                                                        |  |  |                                                                      |                                                                      |                                                                      |                                                                      |                                                                                |                                                                                |                                                                                |                                                                                |                                                                                |                                                                                |                                                      |                                                      |                                                      |                                                      |                                                      |                                                      |                                                |                                                |                                                |                                                |                                                |                                                |                                  |                                  |                                  |                                  |  |  |  |  |  |  |  |  |  |  |  |  |  |  |  |  |  |  |  |  |  |  |  |  |  |  |  |  |  |  |  |  |  |  |  |  |  |  |  |  |  |  |  |  |  |  |  |  |
|                                         |                                         |                                         |                                         | Robert I van Bourbon-Parma (1848-1907)   | Robert I van Bourbon-Parma (1848-1907)   | Robert I van Bourbon-Parma (1848-1907)   | Robert I van Bourbon-Parma (1848-1907)   | Robert I van Bourbon-Parma (1848-1907)   | Robert I van Bourbon-Parma (1848-1907)   |                                        |                                        |                                          |                                          |                                          |                                          | Maria Antonia van Bragança (1862-1959)   | Maria Antonia van Bragança (1862-1959)   | Maria Antonia van Bragança (1862-1959) | Maria Antonia van Bragança (1862-1959) | Maria Antonia van Bragança (1862-1959)                 | Maria Antonia van Bragança (1862-1959)                 |                                                        |                                                        |                                                        |                                                        |  |  |                                                                      |                                                                      |                                                                      |                                                                      | Marie Louis Gabriel Georges de Bourbon-Busset, graaf van Lignières (1860-1932) | Marie Louis Gabriel Georges de Bourbon-Busset, graaf van Lignières (1860-1932) | Marie Louis Gabriel Georges de Bourbon-Busset, graaf van Lignières (1860-1932) | Marie Louis Gabriel Georges de Bourbon-Busset, graaf van Lignières (1860-1932) | Marie Louis Gabriel Georges de Bourbon-Busset, graaf van Lignières (1860-1932) | Marie Louis Gabriel Georges de Bourbon-Busset, graaf van Lignières (1860-1932) |                                                      |                                                      |                                                      |                                                      |                                                      |                                                      | Marie Jeanne de Kerret de Quillien (1866-1958) | Marie Jeanne de Kerret de Quillien (1866-1958) | Marie Jeanne de Kerret de Quillien (1866-1958) | Marie Jeanne de Kerret de Quillien (1866-1958) | Marie Jeanne de Kerret de Quillien (1866-1958) | Marie Jeanne de Kerret de Quillien (1866-1958) |                                  |                                  |                                  |                                  |  |  |  |  |  |  |  |  |  |  |  |  |  |  |  |  |  |  |  |  |  |  |  |  |  |  |  |  |  |  |  |  |  |  |  |  |  |  |  |  |  |  |  |  |  |  |  |  |
|                                         |                                         |                                         |                                         | Robert I van Bourbon-Parma (1848-1907)   | Robert I van Bourbon-Parma (1848-1907)   | Robert I van Bourbon-Parma (1848-1907)   | Robert I van Bourbon-Parma (1848-1907)   | Robert I van Bourbon-Parma (1848-1907)   | Robert I van Bourbon-Parma (1848-1907)   |                                        |                                        |                                          |                                          |                                          |                                          | Maria Antonia van Bragança (1862-1959)   | Maria Antonia van Bragança (1862-1959)   | Maria Antonia van Bragança (1862-1959) | Maria Antonia van Bragança (1862-1959) | Maria Antonia van Bragança (1862-1959)                 | Maria Antonia van Bragança (1862-1959)                 |                                                        |                                                        |                                                        |                                                        |  |  |                                                                      |                                                                      |                                                                      |                                                                      | Marie Louis Gabriel Georges de Bourbon-Busset, graaf van Lignières (1860-1932) | Marie Louis Gabriel Georges de Bourbon-Busset, graaf van Lignières (1860-1932) | Marie Louis Gabriel Georges de Bourbon-Busset, graaf van Lignières (1860-1932) | Marie Louis Gabriel Georges de Bourbon-Busset, graaf van Lignières (1860-1932) | Marie Louis Gabriel Georges de Bourbon-Busset, graaf van Lignières (1860-1932) | Marie Louis Gabriel Georges de Bourbon-Busset, graaf van Lignières (1860-1932) |                                                      |                                                      |                                                      |                                                      |                                                      |                                                      | Marie Jeanne de Kerret de Quillien (1866-1958) | Marie Jeanne de Kerret de Quillien (1866-1958) | Marie Jeanne de Kerret de Quillien (1866-1958) | Marie Jeanne de Kerret de Quillien (1866-1958) | Marie Jeanne de Kerret de Quillien (1866-1958) | Marie Jeanne de Kerret de Quillien (1866-1958) |                                  |                                  |                                  |                                  |  |  |  |  |  |  |  |  |  |  |  |  |  |  |  |  |  |  |  |  |  |  |  |  |  |  |  |  |  |  |  |  |  |  |  |  |  |  |  |  |  |  |  |  |  |  |  |  |
|                                         |                                         |                                         |                                         |                                          |                                          |                                          |                                          |                                          |                                          | Xavier van Bourbon-Parma (1889-1977)   | Xavier van Bourbon-Parma (1889-1977)   | Xavier van Bourbon-Parma (1889-1977)     | Xavier van Bourbon-Parma (1889-1977)     | Xavier van Bourbon-Parma (1889-1977)     | Xavier van Bourbon-Parma (1889-1977)     |                                          |                                          |                                        |                                        |                                                        |                                                        |                                                        |                                                        |                                                        |                                                        |  |  |                                                                      |                                                                      |                                                                      |                                                                      |                                                                                |                                                                                |                                                                                |                                                                                |                                                                                |                                                                                | Marie Madeleine Yvonne de Bourbon-Busset (1898-1984) | Marie Madeleine Yvonne de Bourbon-Busset (1898-1984) | Marie Madeleine Yvonne de Bourbon-Busset (1898-1984) | Marie Madeleine Yvonne de Bourbon-Busset (1898-1984) | Marie Madeleine Yvonne de Bourbon-Busset (1898-1984) | Marie Madeleine Yvonne de Bourbon-Busset (1898-1984) |                                                |                                                |                                                |                                                |                                                |                                                |                                  |                                  |                                  |                                  |  |  |  |  |  |  |  |  |  |  |  |  |  |  |  |  |  |  |  |  |  |  |  |  |  |  |  |  |  |  |  |  |  |  |  |  |  |  |  |  |  |  |  |  |  |  |  |  |
|                                         |                                         |                                         |                                         |                                          |                                          |                                          |                                          |                                          |                                          | Xavier van Bourbon-Parma (1889-1977)   | Xavier van Bourbon-Parma (1889-1977)   | Xavier van Bourbon-Parma (1889-1977)     | Xavier van Bourbon-Parma (1889-1977)     | Xavier van Bourbon-Parma (1889-1977)     | Xavier van Bourbon-Parma (1889-1977)     |                                          |                                          |                                        |                                        |                                                        |                                                        |                                                        |                                                        |                                                        |                                                        |  |  |                                                                      |                                                                      |                                                                      |                                                                      |                                                                                |                                                                                |                                                                                |                                                                                |                                                                                |                                                                                | Marie Madeleine Yvonne de Bourbon-Busset (1898-1984) | Marie Madeleine Yvonne de Bourbon-Busset (1898-1984) | Marie Madeleine Yvonne de Bourbon-Busset (1898-1984) | Marie Madeleine Yvonne de Bourbon-Busset (1898-1984) | Marie Madeleine Yvonne de Bourbon-Busset (1898-1984) | Marie Madeleine Yvonne de Bourbon-Busset (1898-1984) |                                                |                                                |                                                |                                                |                                                |                                                |                                  |                                  |                                  |                                  |  |  |  |  |  |  |  |  |  |  |  |  |  |  |  |  |  |  |  |  |  |  |  |  |  |  |  |  |  |  |  |  |  |  |  |  |  |  |  |  |  |  |  |  |  |  |  |  |
|                                         |                                         |                                         |                                         |                                          |                                          |                                          |                                          |                                          |                                          |                                        |                                        |                                          |                                          |                                          |                                          |                                          |                                          |                                        |                                        |                                                        |                                                        |                                                        |                                                        |                                                        |                                                        |  |  |                                                                      |                                                                      |                                                                      |                                                                      |                                                                                |                                                                                |                                                                                |                                                                                |                                                                                |                                                                                |                                                      |                                                      |                                                      |                                                      |                                                      |                                                      |                                                |                                                |                                                |                                                |                                                |                                                |                                  |                                  |                                  |                                  |  |  |  |  |  |  |  |  |  |  |  |  |  |  |  |  |  |  |  |  |  |  |  |  |  |  |  |  |  |  |  |  |  |  |  |  |  |  |  |  |  |  |  |  |  |  |  |  |
|                                         |                                         |                                         |                                         |                                          |                                          |                                          |                                          |                                          |                                          |                                        |                                        |                                          |                                          |                                          |                                          |                                          |                                          |                                        |                                        |                                                        |                                                        |                                                        |                                                        |                                                        |                                                        |  |  |                                                                      |                                                                      |                                                                      |                                                                      |                                                                                |                                                                                |                                                                                |                                                                                |                                                                                |                                                                                |                                                      |                                                      |                                                      |                                                      |                                                      |                                                      |                                                |                                                |                                                |                                                |                                                |                                                |                                  |                                  |                                  |                                  |  |  |  |  |  |  |  |  |  |  |  |  |  |  |  |  |  |  |  |  |  |  |  |  |  |  |  |  |  |  |  |  |  |  |  |  |  |  |  |  |  |  |  |  |  |  |  |  |
|                                         |                                         |                                         |                                         | Maria Francisca van Bourbon-Parma (1928) | Maria Francisca van Bourbon-Parma (1928) | Maria Francisca van Bourbon-Parma (1928) | Maria Francisca van Bourbon-Parma (1928) | Maria Francisca van Bourbon-Parma (1928) | Maria Francisca van Bourbon-Parma (1928) |                                        |                                        | Carel Hugo van Bourbon-Parma (1930-2010) | Carel Hugo van Bourbon-Parma (1930-2010) | Carel Hugo van Bourbon-Parma (1930-2010) | Carel Hugo van Bourbon-Parma (1930-2010) | Carel Hugo van Bourbon-Parma (1930-2010) | Carel Hugo van Bourbon-Parma (1930-2010) |                                        |                                        | Maria Teresa van Bourbon-Parma (1933-1920)             | Maria Teresa van Bourbon-Parma (1933-1920)             | Maria Teresa van Bourbon-Parma (1933-1920)             | Maria Teresa van Bourbon-Parma (1933-1920)             | Maria Teresa van Bourbon-Parma (1933-1920)             | Maria Teresa van Bourbon-Parma (1933-1920)             |  |  | Cecilia van Bourbon-Parma (1935-2021)                                | Cecilia van Bourbon-Parma (1935-2021)                                | Cecilia van Bourbon-Parma (1935-2021)                                | Cecilia van Bourbon-Parma (1935-2021)                                | Cecilia van Bourbon-Parma (1935-2021)                                          | Cecilia van Bourbon-Parma (1935-2021)                                          |                                                                                |                                                                                | Maria de las Nieves van Bourbon Parma (1937)                                   | Maria de las Nieves van Bourbon Parma (1937)                                   | Maria de las Nieves van Bourbon Parma (1937)         | Maria de las Nieves van Bourbon Parma (1937)         | Maria de las Nieves van Bourbon Parma (1937)         | Maria de las Nieves van Bourbon Parma (1937)         |                                                      |                                                      | Sixtus Hendrik van Bourbon-Parma (1940)        | Sixtus Hendrik van Bourbon-Parma (1940)        | Sixtus Hendrik van Bourbon-Parma (1940)        | Sixtus Hendrik van Bourbon-Parma (1940)        | Sixtus Hendrik van Bourbon-Parma (1940)        | Sixtus Hendrik van Bourbon-Parma (1940)        |                                  |                                  |                                  |                                  |  |  |  |  |  |  |  |  |  |  |  |  |  |  |  |  |  |  |  |  |  |  |  |  |  |  |  |  |  |  |  |  |  |  |  |  |  |  |  |  |  |  |  |  |  |  |  |  |

- Bibsys: 90864857
- Biblioteca Nacional de España: XX1214576
- Catàleg d'autoritats de noms i títols de Catalunya: 981058521063206706
- Gemeinsame Normdatei: 1232753793
- International Standard Name Identifier: 0000 0000 8479 8865
- Library of Congress Control Number: n50079121
- Nederlandse Thesaurus van Auteursnamen: 074574418
- Système universitaire de documentation: 249889374
- Virtual International Authority File: 117360693
- WorldCat: E39PBJcBTpR6RGk3cbmjhY7T73